# Missio

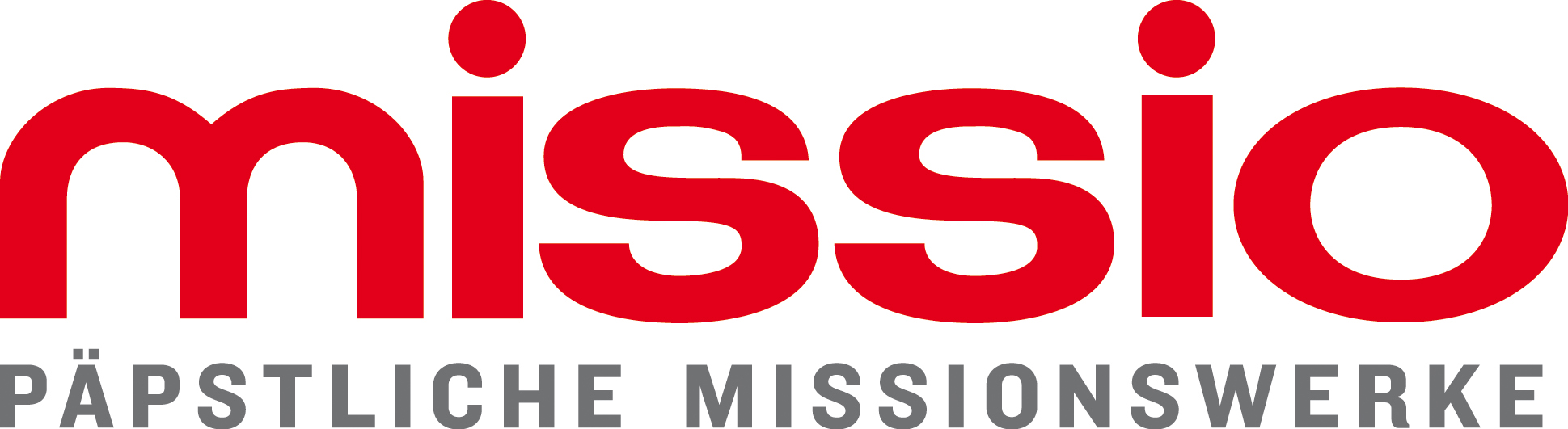
Logo von Missio – Päpstliche Missionswerke in Österreich

missio (lat. „Sendung“, „Auftrag“) ist die Kurzbezeichnung der Päpstlichen Missionswerke in Deutschland, Österreich, der Schweiz und anderen Ländern.

## Struktur
Die Päpstlichen Missionswerke unterstehen dem Apostolischen Stuhl und sind der Leitung des Dikasteriums für die Evangelisierung anvertraut, das seit 2019 von Luis Antonio Kardinal Tagle geleitet wird. Der Präsident der Päpstlichen Missionswerke, die in vier Werke gegliedert sind, ist seit 2022 Erzbischof Emilio Nappa. Die vier Werke sind:
- Werk der Glaubensverbreitung
- Kindermissionswerk
- Werk des Heiligen Apostels Petrus
- Missionsunion

Es gibt Vertretungen der Päpstlichen Missionswerke (Nationaldirektionen) in mehr als 140 Ländern.
missio Deutschland
Deutschland: missio, das Internationale Katholische Missionswerk in Deutschland, hat zwei Rechtsträger:
- Internationales Katholisches Missionswerk missio e. V. mit Sitz in Aachen: Präsident ist seit Oktober 2019 Dirk Bingener[1], Vizepräsident ist Gregor Freiherr von Fürstenberg[2].
- missio – Internationales Katholisches Missionswerk – Ludwig Missionsverein KdöR mit Sitz in München: Vorsitzender des Zentralrates ist Erzbischof Reinhard Marx. Präsident ist Msgr. Wolfgang Huber.

missio Österreich
Nationaldirektor von Missio Österreich ist P. Karl Wallner (seit September 2016). Seine Vorgänger waren Leo Maasburg (2005–2016), Weihbischof Ludwig Schwarz SDB (1999–2005) und P. Gregor Henckel-Donnersmarck OCist (1994–1999).

## Geschichte

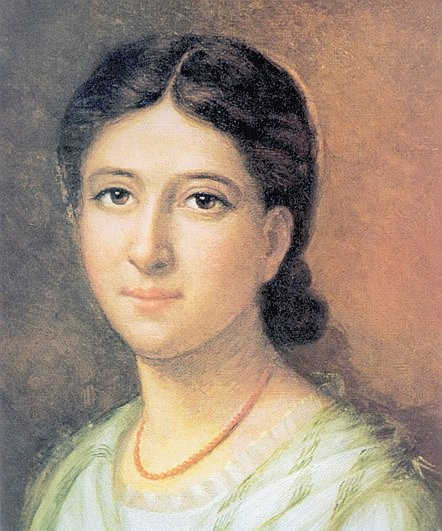
Pauline Marie Jaricot

1819 gründete die 23-jährige Pauline Marie Jaricot den Lyoner Missionsverein (ab 3. Mai 1922 offiziell Werk der Glaubensverbreitung). Ihre Idee der Spendenhilfe fand schnell ein Echo in Deutschland.
1832 gründeten der Aachener Arzt Heinrich Hahn und seine Freunde den Franziskus-Xaverius-Verein zur Unterstützung der katholischen Missionen. Heinrich Hahn stieß bei einem Krankenbesuch im belgischen Montzen auf die Jahrbücher des Vereins von Lyon und betrieb mit Gleichgesinnten die Gründung eines deutschen Zweigs. Sie organisierten sich und sammelten Spenden, mussten aber zehn Jahre lang um die kirchliche und staatliche Anerkennung ringen. Zur selben Zeit entstand in München der von König Ludwig I unterstützte Ludwigs-Missionsverein. Das Prinzip missio entstand als eine „Bürgerinitiative von unten“, als Laieninitiative.
Missio ist seit dem 1. Januar 1972 Nachfolger des Päpstlichen Werkes der Glaubensverbreitung in Deutschland. Dieser Zweig des Päpstlichen Werkes der Glaubensverbreitung wurde unter Papst Pius XI. durch Motu proprio am 3. Mai 1922 errichtet. Träger des Missionswerkes war bis 1972 der seit 1841 bestehende Franziskus-Xaverius-Verein (FXV) in Aachen, der seit 1922 den Namen Päpstliches Werk der Glaubensverbreitung (PWG) führte.
In der Münchener Zentrale des Internationalen Katholischen Missionswerkes, dem Haus der Weltkirche, befindet sich die seit 1988 mit Werken von 16 malawischen Holzbildhauern ausgestattete Missio-Hauskapelle.
Heute haben missio Aachen und München nach eigenen Angaben zusammen rund eine halbe Million Mitglieder. Die Arbeit von missio wird durch Mitgliedsbeiträge und Spenden unterstützt.

## Aufgaben und Leitthemen
- Kollekten in allen Pfarreien zum Sonntag der Weltmission und zum Fest der Erscheinung des Herrn (Epiphanie)
- Daneben fördert missio Projekte in der Ortskirche Afrikas, Asiens, Ozeaniens und Lateinamerikas in den Handlungsfeldern Akuthilfe, Pastoralarbeit, Ausbildung und Unterhalt.[6]
- Außerdem leistet es Bildungsarbeit, um ein weltkirchliches Bewusstsein in und außerhalb der katholischen Kirche zu schaffen. Die Leitthemen der Missionsarbeit sind dabei: Mission, Menschenrechte, Nächstenliebe, Friedensarbeit und Spiritualität.
- Unterstützung von Hilfsprojekten anderer Träger

## Kampagnen
missio wendet sich auch mit Kampagnen an die Öffentlichkeit, um für die Anliegen notleidender Menschen in Afrika, Asien und Ozeanien hinzuweisen:
- Die „Aktion Schutzengel – Für Familien in Not. Weltweit.“ stellt die dramatische Situation von Flüchtlingsfamilien im Kongo in den Mittelpunkt. Die Demokratische Republik Kongo ist seit 1996 Schauplatz der blutigsten Konflikte seit dem Zweiten Weltkrieg. Rebellengruppen im Ostkongo erobern Coltanminen und verkaufen illegal das seltene Erz, das für die Herstellung von Mobiltelefonen benötigt wird. Die Zivilbevölkerung wird brutal vertrieben. Vergewaltigungen werden als Kriegswaffe eingesetzt. Besonders Frauen und Familien leiden unter der unglaublichen Brutalität.[7] Ein zentrales Element der Kampagne ist der missio-Truck, ein begehbarer LKW, der auf die Flüchtlings-Problematik in Afrika aufmerksam macht.[8]

- Die Kampagnen „Solidarität mit bedrängte Christen“ und „Aktion Lebenszeichen“ stellen das Schicksal von Christen vor, die im Nahen und Mittleren Osten, in Afrika und Asien diskriminiert, bedrängt oder zum Teil verfolgt werden.[9] Wichtig ist missio dabei die Rolle des interreligiösen Dialoges als Mittel zur Lösung von Konflikten und Hilfe für bedrängte Christen, die Unteilbarkeit des Menschenrechtes auf Religionsfreiheit, das für Angehörige aller Religionen und Nicht-Gläubige gleichermaßen gilt sowie der Appell zu Toleranz und Versöhnung.[10] Dafür steht beispielhaft eine Postkarten-Kampagne 2016 für den syrisch-katholischen Priester Jacques Mourad, der sich trotz fünfmonatiger Entführung durch Terroristen des sogenannten „Islamischen Staates“ weiter für Frieden und Versöhnung zwischen Christen und Muslimen einsetzt.[11]

- Die Kampagne „Glauben teilen. Weltweit.“ möchte den Menschen in Deutschland christliche Spiritualität aus Afrika, Asien und Ozeanien zugänglich machen, die sie in ihrem alltäglichen Glaubensleben oder für die kirchliche Gemeindearbeit nutzen können.[12][13] missio stellt gleichzeitig Männer und Frauen vor, die den liebenden, menschenfreundlichen Gott auf außergewöhnliche Weise bezeugen. Zu diesen Glaubenszeugen zählen neben Mutter Teresa zum Beispiel die Sängerin Patricia Kelly sowie missio-Projektpartner.[14]

- Zum Sonntag der Weltmission im Oktober gestaltet missio jährlich seine zentrale Jahreskampagne. Jedes Jahr fokussiert die Kampagne das Engagement der Kirche in den Partnerländern. Am Sonntag der Weltmission (vorletzter Sonntag im Oktober; nur in Deutschland am vierten Sonntag) wird das Leben der Kirchen in den „Ländern des Südens“ thematisiert und deren Einsatz im Kampf für Menschenrechte, Nächstenliebe und den Friedenseinsatz vorgestellt.[15]

- Die Kampagne zum Afrikatag in Deutschland kommt kirchlichen Mitarbeiterinnen und Mitarbeitern zugute, die sich in Afrika für Freiheit, Gerechtigkeit und Frieden einsetzen. Die Spenden gehen in die Aus- und Fortbildung. Gundula Gause ist seit 2002 Schirmherrin des Afrikatags.[16]

## Finanzierung

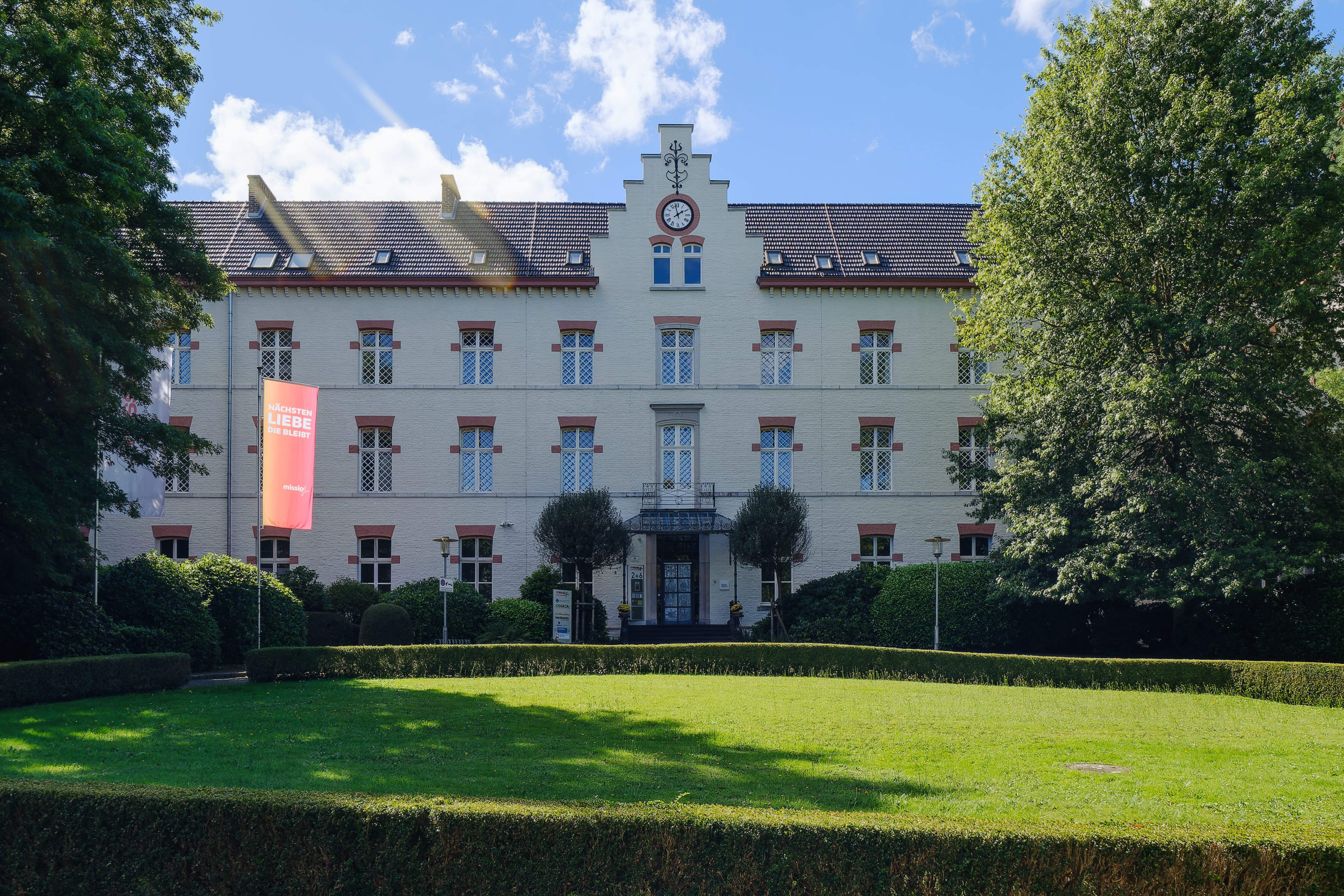
Missio-Gebäude in Aachen

946 Projekte hat missio Aachen im Jahr 2019 finanziell unterstützt. In einem jährlich veröffentlichten Rechenschaftsbericht gibt missio Auskunft, welche Gelder eingenommen wurden und was mit diesen Spenden, Kollekten und Mitgliedsbeiträgen geschieht. Der Jahresbericht 2019 verzeichnete Einnahmen in Höhe von 52,35 Millionen Euro, davon waren (in Mio. EUR): 1,0 Fördermitgliedsbeiträge, 4,8  Kollekten, 19,9 Einzelspenden, 14,1  Kirchensteuermittel, 1,0 Kath. Zentralstelle für Entwicklungshilfe (KZE), 4,4 Zinsen.
missio Aachen hat das DZI-Spendensiegel des Deutschen Zentralinstituts für soziale Fragen.
Die Arbeit von missio Aachen wird unterstützt von der Stiftung pro missio und der Stiftung ecclesia mundi.

## Zeitschriften
- missio Aachen gibt sechsmal im Jahr die Zeitschrift kontinente – Das missio-Magazin[20] für seine Mitglieder heraus.
- Bei missio München erscheint ebenfalls sechsmal im Jahr die Zeitschrift missio magazin.
- alle welt ist das Missio-Magazin in Österreich.